# Aralia gigantea
Aralia gigantea là một loài thực vật có hoa trong Họ Cuồng. Loài này được J.Wen mô tả khoa học đầu tiên năm 1993.